# Вюпорт

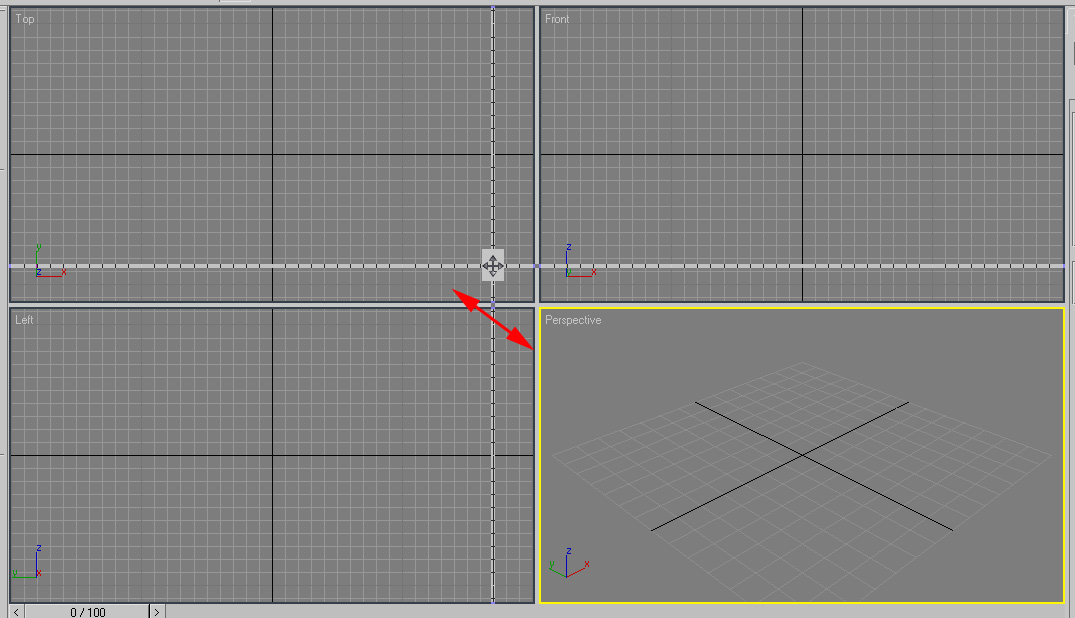
В'юпорти 3ds MAX 7

В'юпорт (англ. Viewport — порт перегляду, вікно перегляду) — поняття в тривимірній комп'ютерній графіці, яке описує прямокутне вікно з тривимірним простором у ньому або аксонометричними проєкціями. Даний прямокутник служить для проєкції тривимірної сцени на позицію віртуальної камери; при цьому порт перегляду фактично виступає як об'єктив віртуальної камери.
Схожим сенсом володіє поняття в'юпорта в двовимірній графіці — вікно або інша область, через яку можна переглядати зображення. Наприклад, вікно браузера, виступаючи в ролі порту перегляду, дозволяє побачити вебсторінку цілком, незважаючи на те, що вона може бути за розмірами значно більше екрану.